# Haux (Gironde)
Pour les articles homonymes, voir Haux.
Haux (prononcé [ɔks]) est une commune du Sud-Ouest de la France située dans le département de la Gironde, en région Nouvelle-Aquitaine.

## Géographie

### Localisation
Commune de l'aire d'attraction de Bordeaux, Haux est située dans la région naturelle de l'Entre-deux-Mers.

### Communes limitrophes
Les communes limitrophes en sont Créon au nord-nord-est, La Sauve au nord-est, Capian à l'est, Langoiran au sud, Le Tourne au sud-ouest, Tabanac à l'ouest et Saint-Genès-de-Lombaud au nord-ouest.
| Saint-Genès-de-Lombaud | Créon     | La Sauve |
| Tabanac                | Haux      | Capian   |
| Le Tourne              | Langoiran |          |

### Hydrographie
La commune est traversée par le Grand Estey (ou Ruisseau de Gaillardon) affluent de la Garonne.

### Climat
Pour des articles plus généraux, voir Climat de la Nouvelle-Aquitaine et Climat de la Gironde.
Historiquement, la commune est exposée à un climat océanique aquitain.  
En 2020, Météo-France publie une typologie des climats de la France métropolitaine dans laquelle la commune est exposée à un climat océanique et est dans la région climatique  Aquitaine, Gascogne, caractérisée par une pluviométrie abondante au printemps, modérée en automne, un faible ensoleillement au printemps, un été chaud (19,5 °C), des vents faibles, des brouillards fréquents en automne et en hiver et des orages fréquents en été (15 à 20 jours).
Pour la période 1971-2000, la température annuelle moyenne est de 12,7 °C, avec une amplitude thermique annuelle de 14,7 °C. Le cumul annuel moyen de précipitations est de 838 mm, avec 11,8 jours de précipitations en janvier et 6,9 jours en juillet. Pour la période 1991-2020, la température moyenne annuelle observée sur la station météorologique la plus proche, située sur la commune de Cadaujac à 14 km à vol d'oiseau, est de 13,8 °C et le cumul annuel moyen de précipitations est de 918,3 mm,. Pour l'avenir, les paramètres climatiques de la commune estimés pour 2050 selon différents scénarios d’émission de gaz à effet de serre sont consultables sur un site dédié publié par Météo-France en novembre 2022.

## Urbanisme

### Typologie
Au 1er janvier 2024, Haux est catégorisée commune rurale à habitat dispersé, selon la nouvelle grille communale de densité à sept niveaux définie par l'Insee en 2022.
Elle est située hors unité urbaine. Par ailleurs la commune fait partie de l'aire d'attraction de Bordeaux, dont elle est une commune de la couronne,. Cette aire, qui regroupe 275 communes, est catégorisée dans les aires de 700 000 habitants ou plus (hors Paris),.

### Occupation des sols

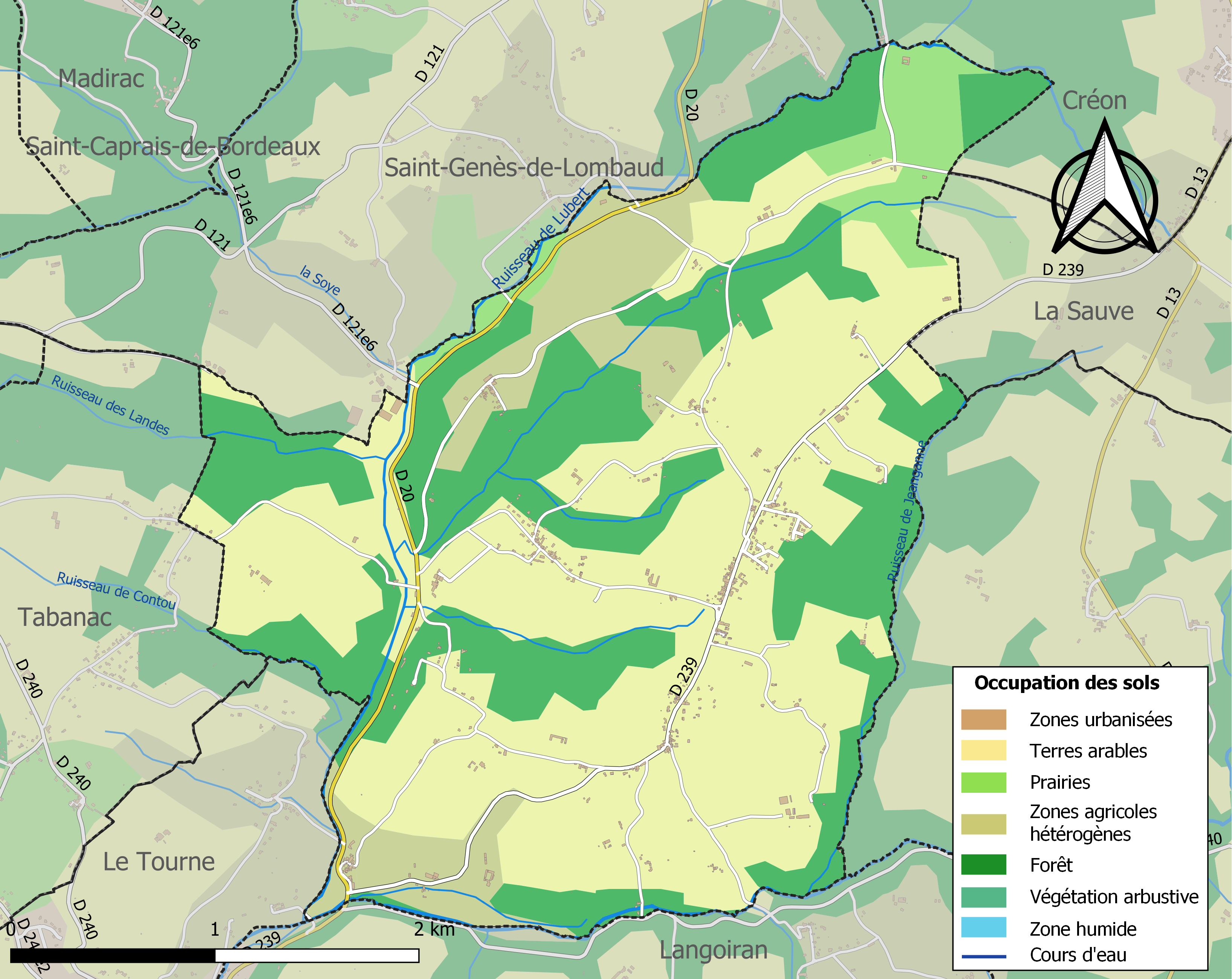
Carte des infrastructures et de l'occupation des sols de la commune en 2018 (CLC).

L'occupation des sols de la commune, telle qu'elle ressort de la base de données européenne d’occupation biophysique des sols Corine Land Cover (CLC), est marquée par l'importance des territoires agricoles (68,1 % en 2018), en diminution par rapport à 1990 (69,5 %). La répartition détaillée en 2018 est la suivante : 
cultures permanentes (53,2 %), forêts (31,9 %), zones agricoles hétérogènes (10,3 %), prairies (4,6 %). L'évolution de l’occupation des sols de la commune et de ses infrastructures peut être observée sur les différentes représentations cartographiques du territoire : la carte de Cassini (XVIIIe siècle), la carte d'état-major (1820-1866) et les cartes ou photos aériennes de l'IGN pour la période actuelle (1950 à aujourd'hui).

### Risques majeurs
Le territoire de la commune d'Haux est vulnérable à différents aléas naturels : météorologiques (tempête, orage, neige, grand froid, canicule ou sécheresse), inondations, mouvements de terrains et séisme (sismicité faible). Un site publié par le BRGM permet d'évaluer simplement et rapidement les risques d'un bien localisé soit par son adresse soit par le numéro de sa parcelle.
La commune a été reconnue en état de catastrophe naturelle au titre des dommages causés par les inondations et coulées de boue survenues en 1982, 1990, 1999, 2009, 2013, 2014 et 2021,.
Les mouvements de terrains susceptibles de se produire sur la commune sont des affaissements et effondrements liés aux cavités souterraines (hors mines) et des tassements différentiels. Par ailleurs, afin de mieux appréhender le risque d’affaissement de terrain, l'inventaire national des cavités souterraines permet de localiser celles situées sur la commune.

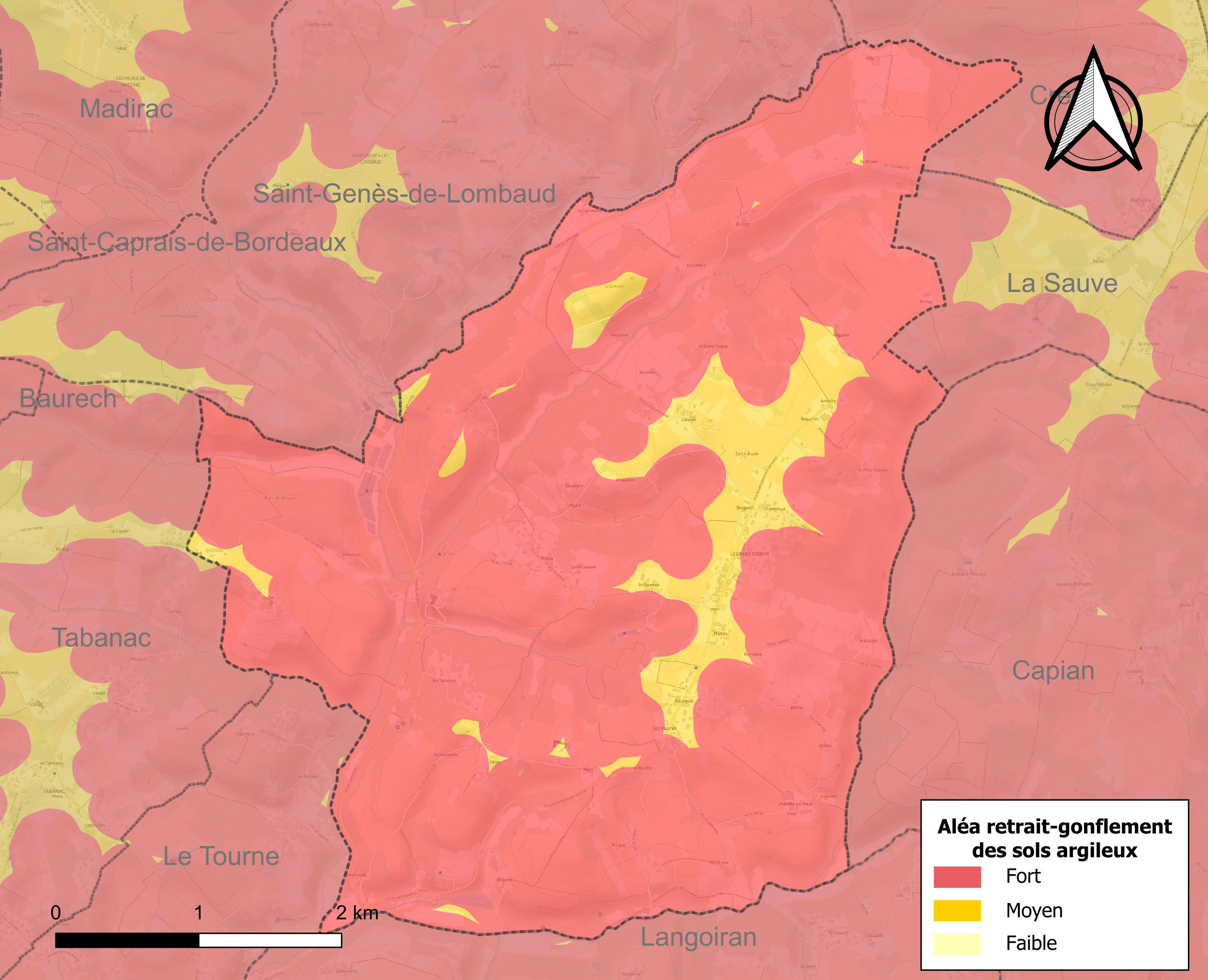
Carte des zones d'aléa retrait-gonflement des sols argileux d'Haux.

Le retrait-gonflement des sols argileux est susceptible d'engendrer des dommages importants aux bâtiments en cas d’alternance de périodes de sécheresse et de pluie. La totalité de la commune est en aléa moyen ou fort (67,4 % au niveau départemental et 48,5 % au niveau national). Sur les 396 bâtiments dénombrés sur la commune en 2019, 396 sont en aléa moyen ou fort, soit 100 %, à comparer aux 84 % au niveau départemental et 54 % au niveau national. Une cartographie de l'exposition du territoire national au retrait gonflement des sols argileux est disponible sur le site du BRGM,.
Par ailleurs, afin de mieux appréhender le risque d’affaissement de terrain, l'inventaire national des cavités souterraines permet de localiser celles situées sur la commune.
Concernant les mouvements de terrains, la commune a été reconnue en état de catastrophe naturelle au titre des dommages causés par la sécheresse en 1989, 2003, 2011 et 2017 et par des mouvements de terrain en 1999 et 2014.

## Toponymie
Le toponyme est attesté sous les formes Fau, Hau (1273). L'origine du nom de Haux est le mot gascon hau, du latin fagus, qui désigne un hêtre. Le -x final n'est pas étymologique.
Le nom de la commune se dit Haus en gascon. La graphie restituée est Hau.

## Histoire
À la Révolution, la paroisse Saint-Martin de Haux forme la commune de Haux.

## Politique et administration
La commune de Haux fait partie de l'arrondissement de Bordeaux. À la suite du découpage territorial de 2014 entré en vigueur à l'occasion des élections départementales de 2015, la commune est transférée du canton de Créon remodelé  dans le nouveau canton de l'Entre-deux-Mers,. Haux fait également partie de la communauté de communes du Créonnais, membre du Pays du Cœur de l'Entre-deux-Mers.

### Liste des maires
| Période                                  | Période                  | Identité                | Étiquette | Qualité                 |
| ---------------------------------------- | ------------------------ | ----------------------- | --------- | ----------------------- |
| Les données manquantes sont à compléter. |                          |                         |           |                         |
| juin 1995                                | mars 2014                | Bernard Le Gorec        |           |                         |
| mars 2014                                | juin 2014 (démission)    | Franck Duthil           |           | Chef-comptable notarial |
| juin 2014                                | janvier 2015 (démission) | Édith Vannson           |           | Assistance de direction |
| avril 2015                               | 2020                     | Nathalie Aubin          | LFI       | Musicienne              |
| 2020                                     | En cours                 | Romain Barthet-Barateig |           | Infirmier               |

## Démographie
Les habitants sont appelés les Hauxois.
| 1793 | 1800 | 1806 | 1821 | 1831 | 1836 | 1841 | 1846 | 1851 |
| ---- | ---- | ---- | ---- | ---- | ---- | ---- | ---- | ---- |
| 764  | 629  | 719  | 769  | 838  | 810  | 837  | 783  | 753  |

| 1856 | 1861 | 1866 | 1872 | 1876 | 1881 | 1886 | 1891 | 1896 |
| ---- | ---- | ---- | ---- | ---- | ---- | ---- | ---- | ---- |
| 736  | 797  | 741  | 730  | 723  | 622  | 587  | 568  | 618  |

| 1901 | 1906 | 1911 | 1921 | 1926 | 1931 | 1936 | 1946 | 1954 |
| ---- | ---- | ---- | ---- | ---- | ---- | ---- | ---- | ---- |
| 613  | 635  | 609  | 595  | 552  | 574  | 510  | 524  | 465  |

| 1962 | 1968 | 1975 | 1982 | 1990 | 1999 | 2005 | 2006 | 2010 |
| ---- | ---- | ---- | ---- | ---- | ---- | ---- | ---- | ---- |
| 493  | 552  | 504  | 647  | 729  | 732  | 740  | 733  | 795  |

| 2015 | 2020 | 2022 | - | - | - | - | - | - |
| ---- | ---- | ---- | - | - | - | - | - | - |
| 810  | 836  | 843  | - | - | - | - | - | - |

## Économie
La commune est située dans l'aire d'appellation cadillac (AOC) du vignoble de l'Entre-deux-Mers.

## Culture locale et patrimoine

### Lieux et monuments
- L'église Saint-Martin, d'architecture romane, datant des XIVe et XVe siècles, est inscrite en totalité au titre des monuments historiques depuis 1925 et classée pour son portail et sa façade occidentale depuis 1953[33].
- Le château de Haute-Sage, des XVIe et XVIIe siècles, est inscrit au titre des monuments historiques pour ses toitures, façades et cheminées depuis 1984[34].

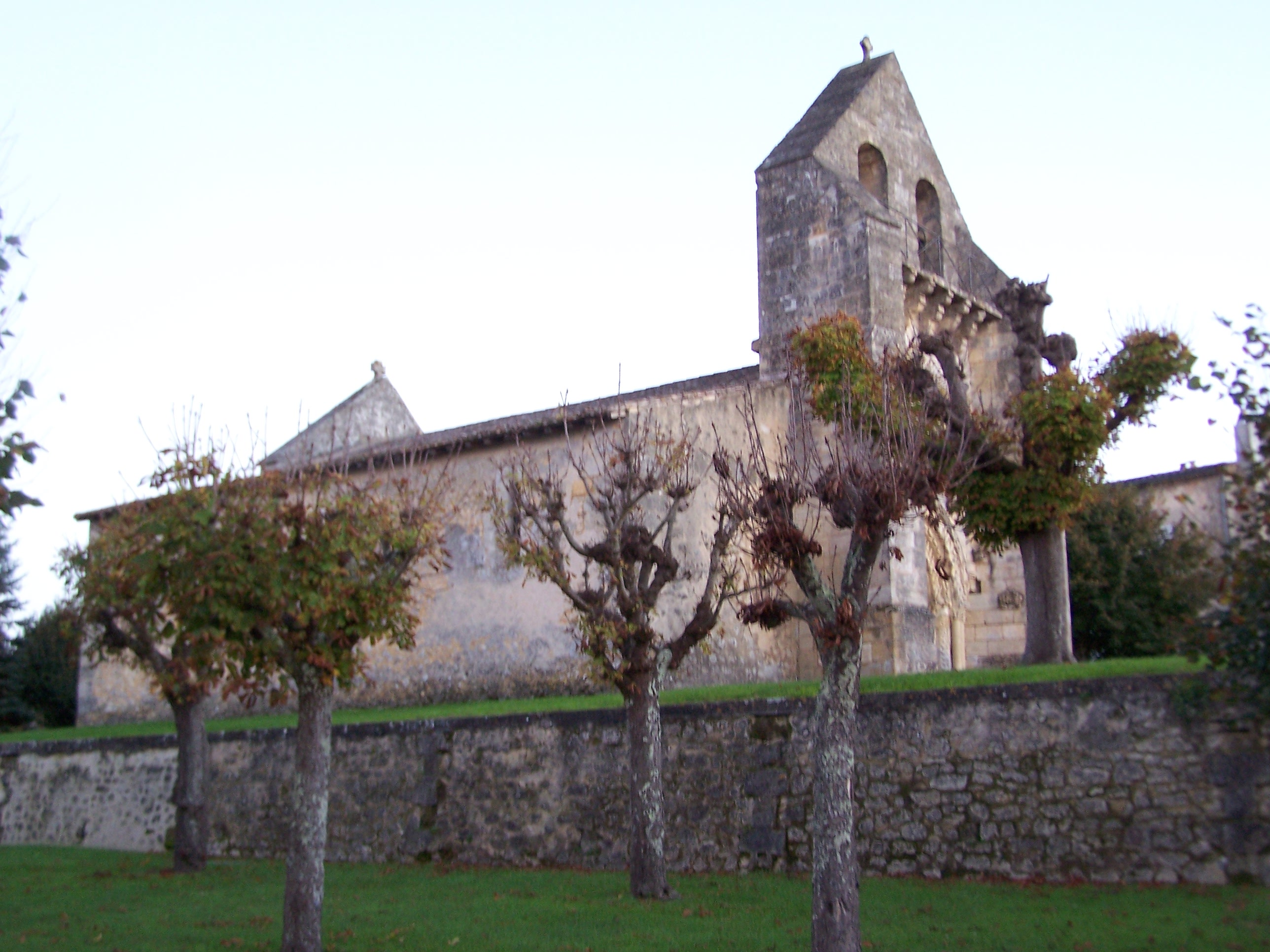
Côté nord de l'église Saint-Martin (octobre 2014).
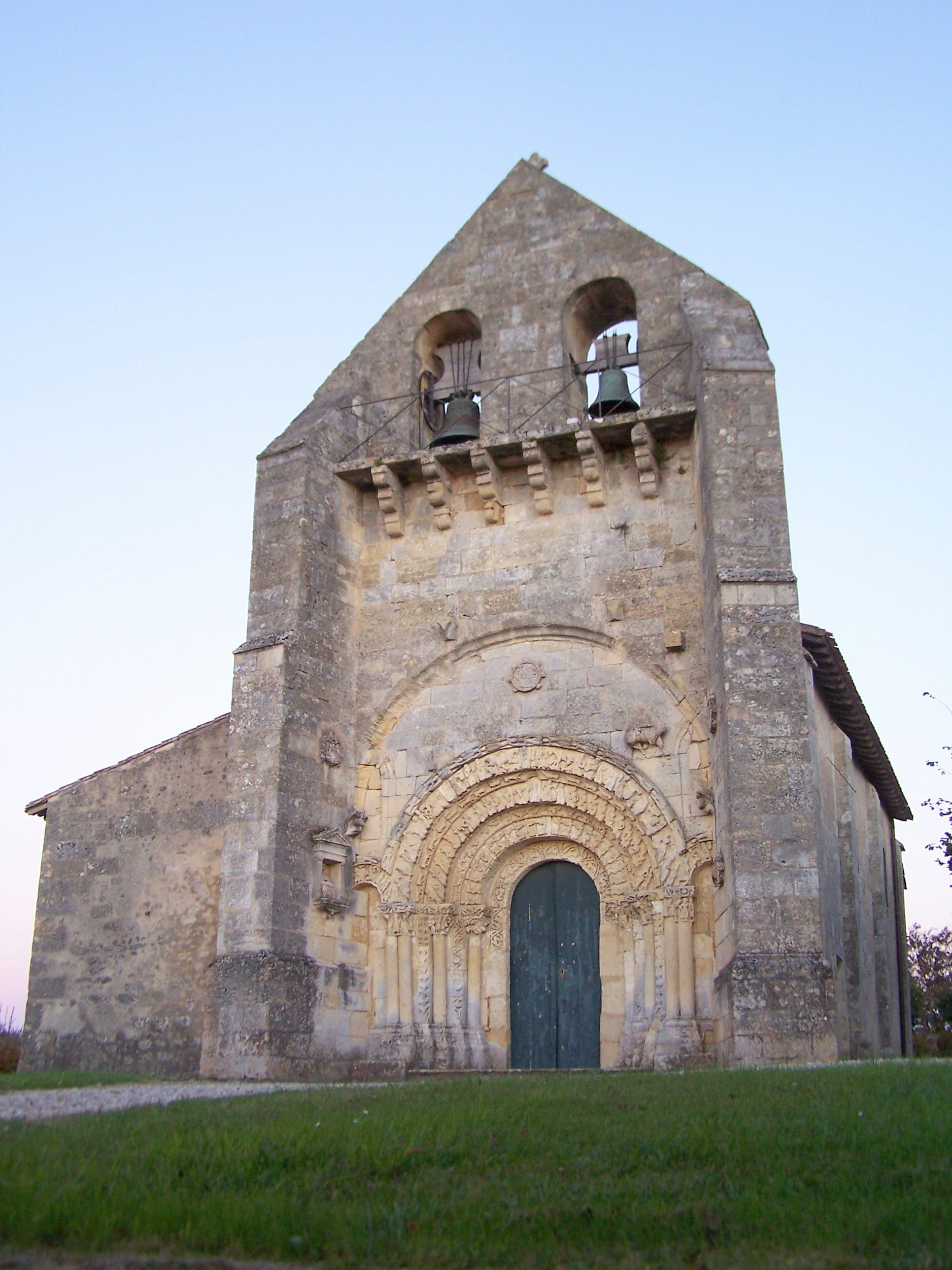
Façade occidentale de l'église (octobre 2014).
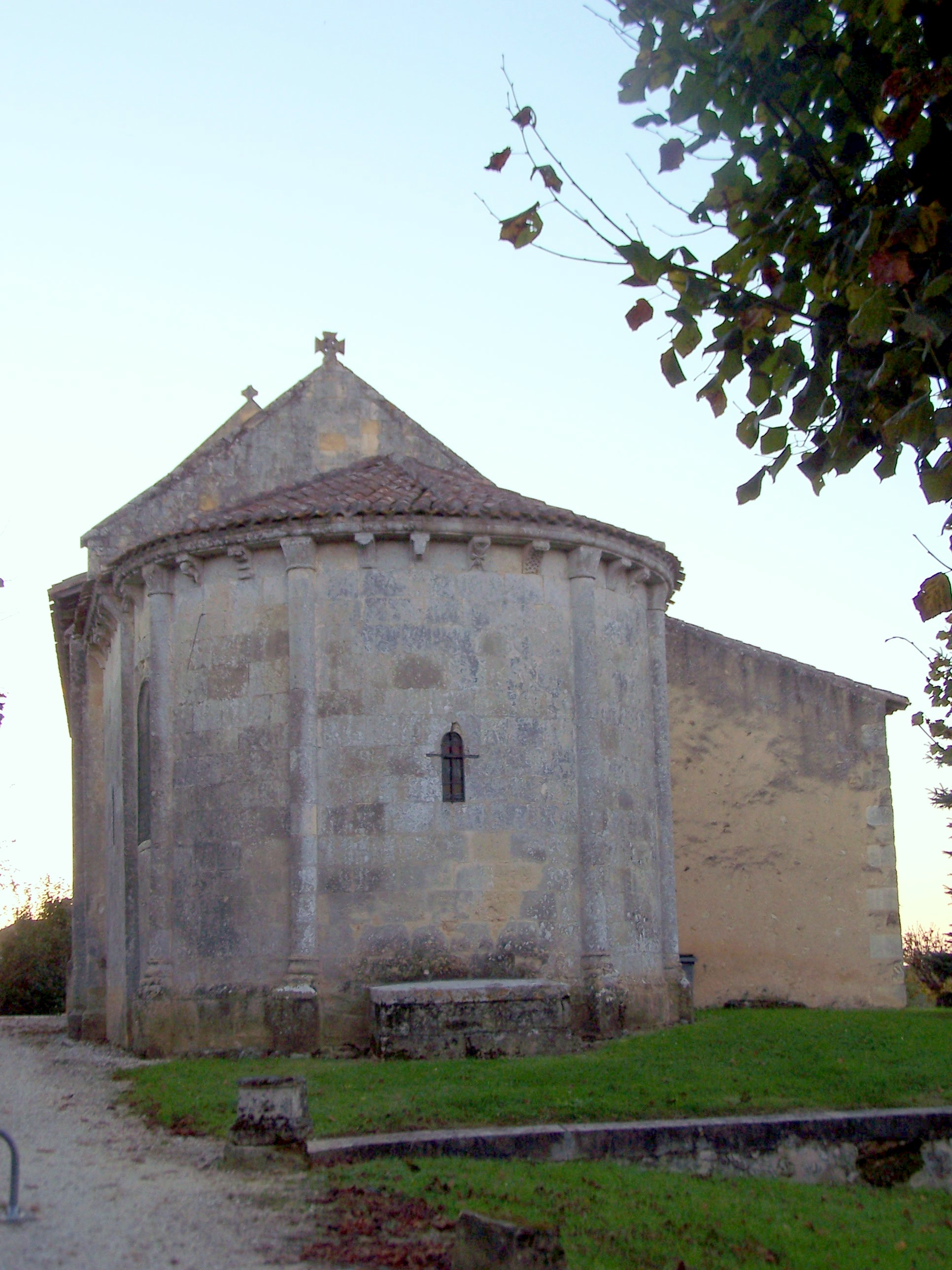
Le chevet (octobre 2014).
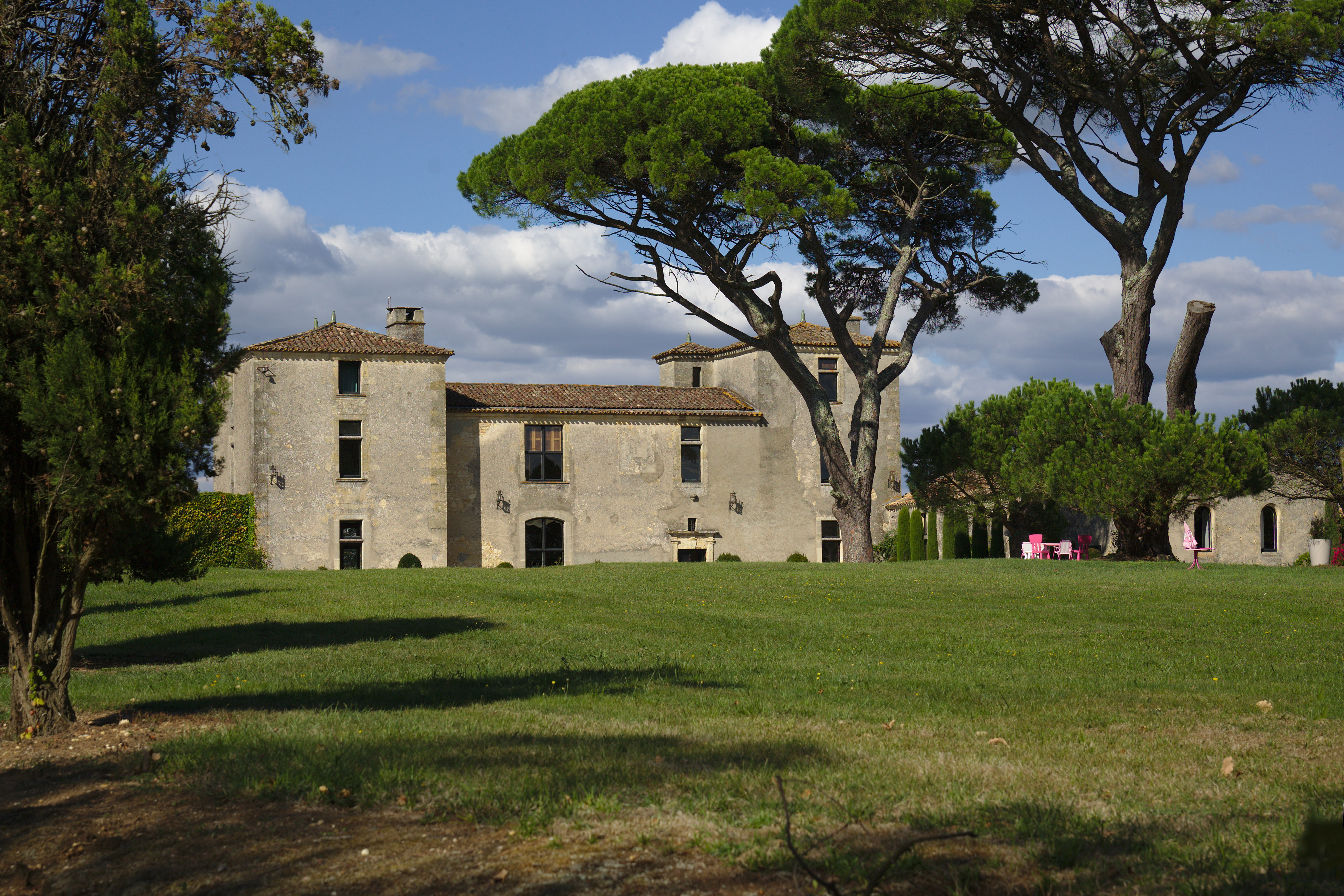
Le château de Haute-Sage (septembre 2015).
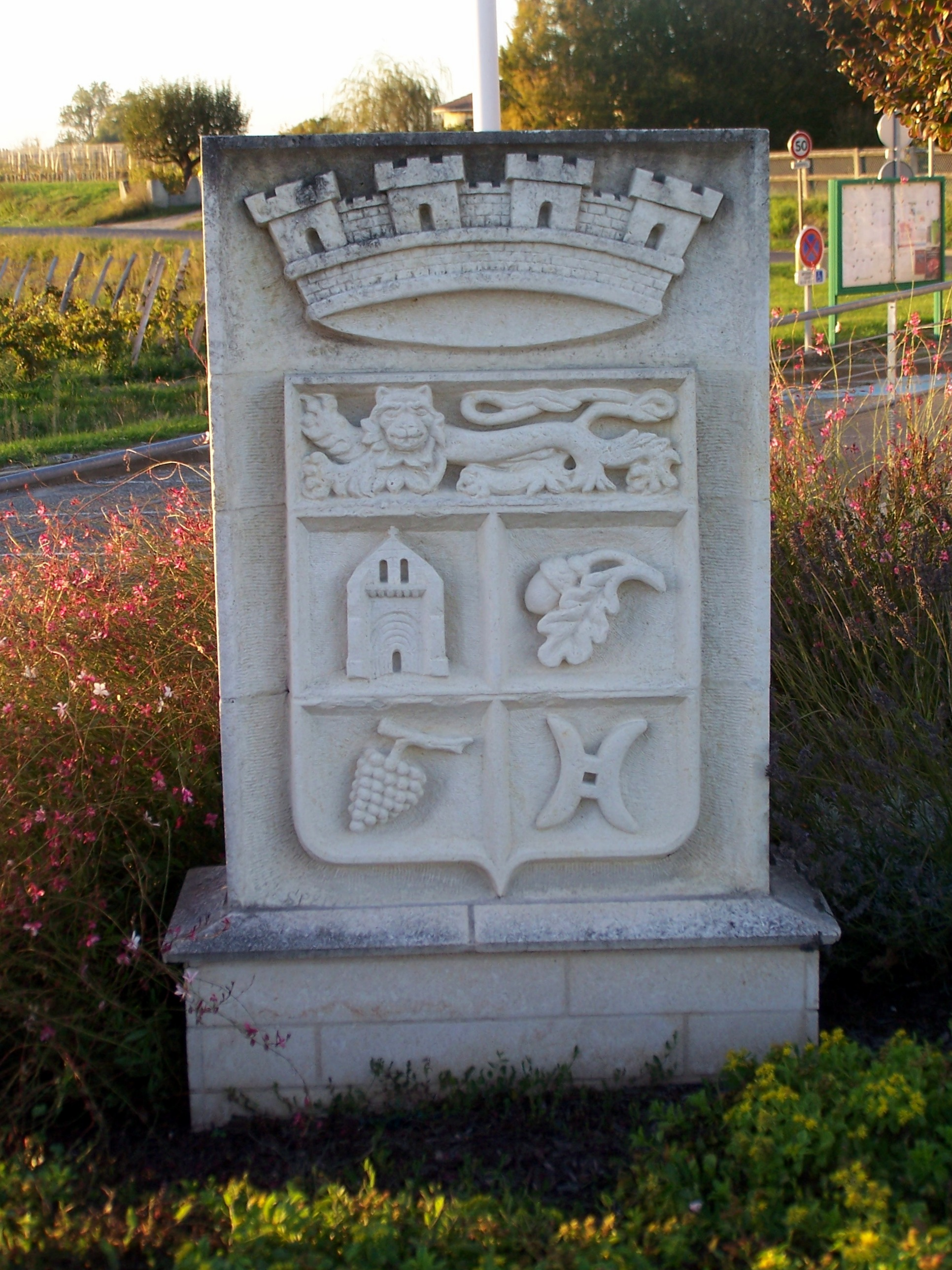
Blason sculpté près de la mairie (octobre 2014).
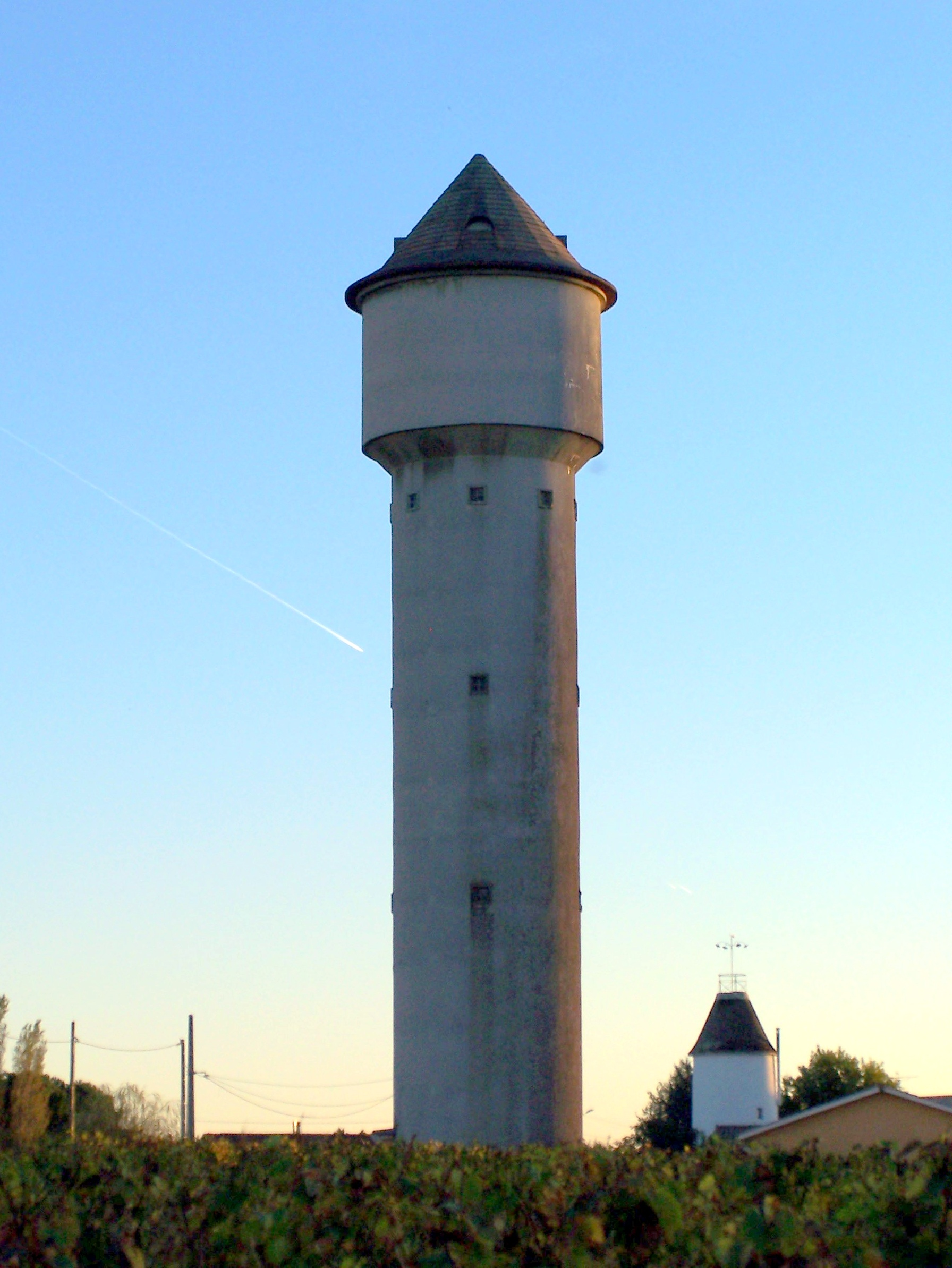
Château d'eau singulier au sud du village (octobre 2014).
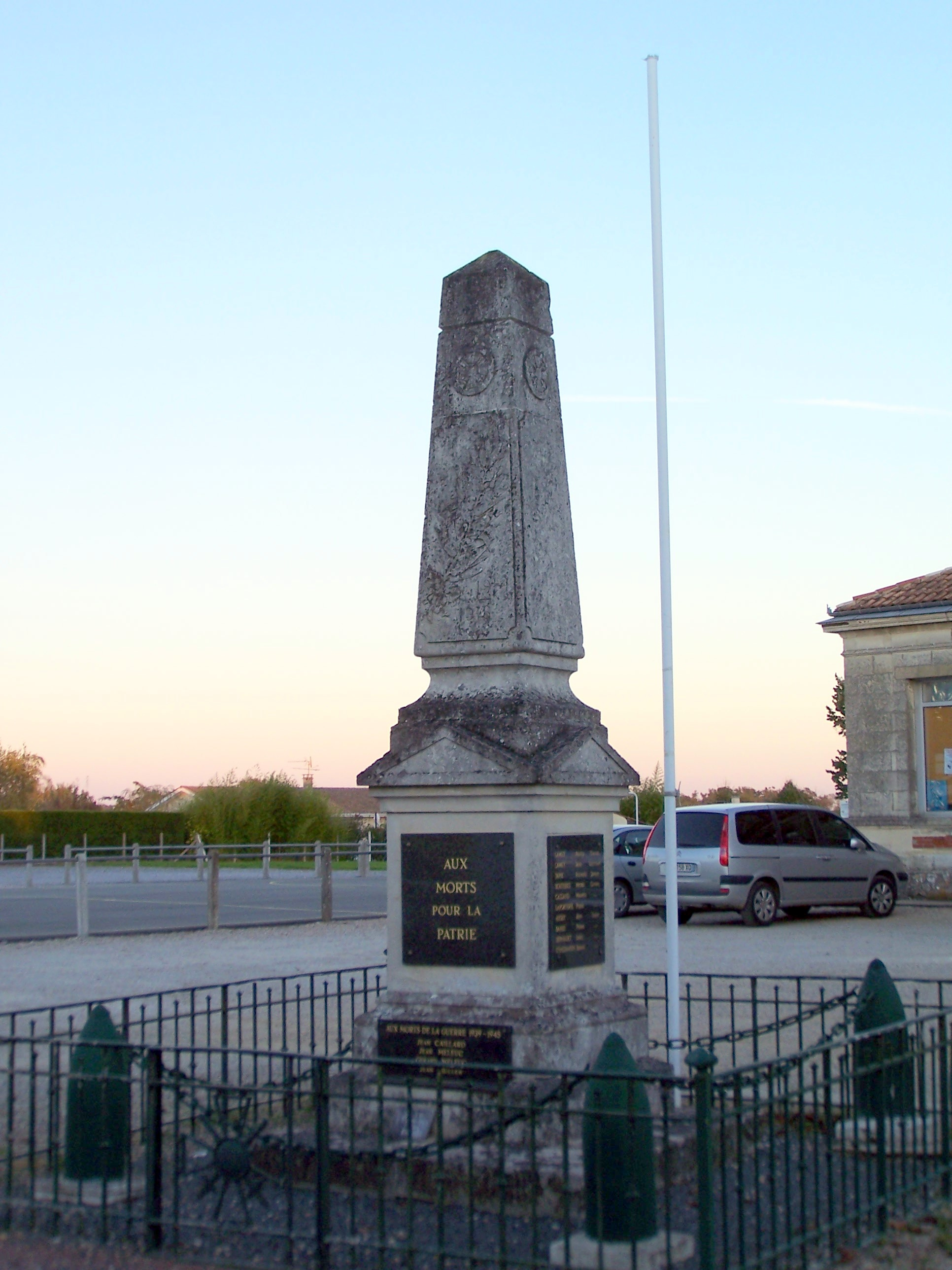
Le monument aux morts au centre du village (octobre 2014).

### Héraldique
| Blason de {{{commune}}} | Blason  | Écartelé, au premier de gueules à la façade de l'église du lieu d'argent ouvert et ajouré de sable, au second d'azur au gland d'or en barre feuillé d'une pièce du même, au troisième d'azur à la grappe de raisin d'or, au quatrième d'or au fer de moulin de gueules posé en barre ; le tout sommé d'un chef d'or chargé d'un léopard de gueules. |
| Blason de {{{commune}}} | Détails | Officiel, présent sur le site internet de la commune |